# Jeffrey Michael Fleming
Jeffrey Michael Fleming (Billings, 10 febbraio 1966) è un vescovo cattolico statunitense, dal 22 agosto 2023 vescovo di Great Falls-Billings.

## Biografia
Jeffrey Michael Fleming è nato a Billings, nel Montana, il 10 febbraio 1966, da Mike Fleming e Glenda, nata Gibson. È cresciuto a Belt insieme a due sorelle. Ha ricevuto i sacramenti della prima confessione, della prima comunione e della confermazione nella chiesa di San Marco.

### Formazione e ministero sacerdotale
Nel 1988 ha conseguito il bachelor's degree in teologia ed educazione religiosa presso il Carroll College di Helena. Ha compiuto gli studi ecclesiastici presso il seminario "Mount Angel" a Saint Benedict, nell'Oregon, concludendoli nel 1992 con il master's degree in teologia. Nel 1998 ha ottenuto la licenza in diritto canonico presso l'Università Cattolica d'America a Washington.
Il 19 maggio 1992 è stato ordinato presbitero per la diocesi di Helena da monsignor Elden Francis Curtiss. In seguito è stato vicario parrocchiale della comunità cattolica di Anaconda dal 1992 al 1996; vicario parrocchiale della parrocchia della cattedrale di Sant'Elena a Helena dal 1996 al 1998; cappellano del Carroll College di Helena e direttore della Legendary Lodge dal 1998 al 2003; parroco della parrocchia di Santa Rosa da Lima a Dillon dal 2003 al 2006; parroco della Parrocchia di Cristo Re a Missoula dal 2006 al 2013; parroco della parrocchia di San Giovanni Battista a Frenchtown dal 2013 al 2016; parroco delle parrocchie di San Michele a Drummond e di San Filippo a Philipsburg dal 2016 al 2019; direttore della cancelleria e vice-cancelliere vescovile dal 2019 al 2020; amministratore parrocchiale delle parrocchie di San Tommaso Apostolo a Helmville e di San Giuda a Lincoln; vicario giudiziale aggiunto dal 2019; moderatore della curia e cancelliere vescovile dal 2020 e parroco della parrocchia di Santa Maria a Helena dal 2022.
È stato anche membro del consiglio presbiterale, del collegio dei consultori e del consiglio del personale diocesano, difensore del vincolo  e delegato del vescovo presso il consiglio scolastico delle Missoula Catholic Schools.
In risposta all'istruzione "La conversione pastorale della comunità parrocchiale al servizio della missione evangelizzatrice della Chiesa" pubblicata dalla Congregazione per il clero il 20 luglio 2020  sul ruolo della parrocchia in vista del declino istituzionale della Chiesa cattolica, Fleming ha affermato che il documento sottolinea che ogni membro di una parrocchia è chiamato ad essere un "testimone di Cristo, luce per il mondo [...] Papa Francesco ci chiama ad essere una Chiesa che guarda all'esterno, non solo all'interno della Chiesa stessa [...] Per portare più persone alla tavola, soprattutto i poveri e gli emarginati".

### Ministero episcopale

Stemma di monsignor Fleming come vescovo coadiutore di Great Falls-Billings.

Il 19 aprile 2022 papa Francesco lo ha nominato vescovo coadiutore di Great Falls-Billings. Ha ricevuto l'ordinazione episcopale il 22 giugno successivo nella chiesa dello Spirito Santo a Great Falls da Michael William Warfel, vescovo di Great Falls-Billings, co-consacranti Alexander King Sample, arcivescovo metropolita di Portland in Oregon, e Austin Anthony Vetter, vescovo di Helena. Il primo co-consacrante principale avrebbe dovuto essere monsignor George Leo Thomas, vescovo di Las Vegas, ma il presule era assente perché si era messo in quarantena in seguito all'esposizione al coronavirus SARS-CoV-2.
Il 22 agosto 2023 è succeduto alla medesima sede.
In seno alla Conferenza dei vescovi cattolici degli Stati Uniti è membro del sottocomitato per le missioni cattoliche interne.

## Genealogia episcopale
La genealogia episcopale è:
- Cardinale Scipione Rebiba
- Cardinale Giulio Antonio Santori
- Cardinale Girolamo Bernerio, O.P.
- Arcivescovo Galeazzo Sanvitale
- Cardinale Ludovico Ludovisi
- Cardinale Luigi Caetani
- Cardinale Ulderico Carpegna
- Cardinale Paluzzo Paluzzi Altieri degli Albertoni
- Papa Benedetto XIII
- Papa Benedetto XIV
- Papa Clemente XIII
- Cardinale Bernardino Giraud
- Cardinale Alessandro Mattei
- Cardinale Pietro Francesco Galleffi
- Cardinale Giacomo Filippo Fransoni
- Cardinale Carlo Sacconi
- Cardinale Edward Henry Howard
- Cardinale Mariano Rampolla del Tindaro
- Cardinale Rafael Merry del Val
- Cardinale Giovanni Vincenzo Bonzano
- Arcivescovo Edward Joseph Hanna
- Arcivescovo John Joseph Cantwell
- Arcivescovo Joseph Thomas McGucken
- Vescovo Mark Joseph Hurley
- Arcivescovo Francis Thomas Hurley
- Vescovo Michael William Warfel
- Vescovo Jeffrey Michael Fleming